# めぐり逢い (1994年の映画)
『めぐり逢い』（Love Affair）は、1994年に製作された、ウォーレン・ベイティ主演のアメリカ合衆国の映画。キャサリン・ヘプバーンが出演した最後の映画。
『邂逅』 (1939年)と『めぐり逢い』 (1957年)のリメイク。

## スタッフ
- 監督：グレン・ゴードン・キャロン
- 製作：ウォーレン・ベイティ
- 製作総指揮：アンドリュー・Z・デイヴィス
- 脚本：ロバート・タウン、ウォーレン・ベイティ
- 原案：ミルドレッド・クラム、レオ・マッケリー、デルマー・デイヴィス、ドナルド・オグデン・スチュワート
- 音楽：エンニオ・モリコーネ
- 撮影：コンラッド・L・ホール
- 編集：ロバート・C・ジョーンズ
- 美術：フェルナンド・スカルフィオッティ
- 衣装：ミレーナ・カノネロ
- 視覚効果：ジョン・リチャードソン

## キャスト
※括弧内は日本語吹き替え
- マイク・ギャンブリル - ウォーレン・ベイティ（堀勝之祐）
- テリー・マッケイ - アネット・ベニング（榊原良子）
- ジニー伯母 - キャサリン・ヘプバーン（麻生美代子）
- キップ・ディメイ - ギャリー・シャンドリング（稲葉実）
- ティナ・ウィルソン - クロエ・ウェッブ
- ケン・アレン - ピアース・ブロスナン（田中正彦）
- リン・ウィーヴァー - ケイト・キャプショー（藤生聖子）
- ハーブ・スティルマン - ポール・マザースキー（塚田正昭）
- ノーラ・スティルマン - ブレンダ・ヴァッカロ
- アンソニー - グレン・シャディックス（安西正弘）
- シェルドン - ハロルド・ライミス（幹本雄之）
- 本人役 - レイ・チャールズ
- ラウ - （島香裕）

## あらすじ
元フットボールの選手であるスポーツ解説者のマイクは、シドニーへ向かう飛行機の中でテリーという歌手と出会う。飛行機はエンジンの故障により珊瑚礁の島に不時着、彼らは通りがかりのロシアの客船に助けられ、マイクとテリーはともに船旅をすることになる。
マイクはキャスターのリンと婚約したばかりであり、またテリーも実業家のケンと婚約をしていた。浮気者のマイクであったが、テリーとの出会いで状況は一変する。
ロシア客船はボラボラ島に寄港、二人は上陸してマイクの伯母ジニーを訪ねる。テリーとジニーは男女の愛について二人だけで語らう時間を持つ。テリーはマイクが描いたという美しい絵を観る。ジニーのピアノに合わせてテリーがハミングする。
客船から飛行機に乗り換えた二人は、ニューヨークに到着する。着陸前の機内で、3か月後にエンパイア・ステート・ビルディングの展望階で再会することを約束する。二人は互いの婚約者と距離をとり、堅実な仕事に就いて、新たな生活を始める。
3か月後、マイクは新たに描いた絵を携えて、約束の場所で待つ。テリーは途中で事故に遭い、行けなくなってしまう。ボラボラ島ではマイクの伯母が、大事にしていたショールをテリーに遺して亡くなる。
約束の日から7か月半後、マイクとテリーは、それぞれかつての婚約者とクリスマスコンサートに出かけ、偶然再会する。
マイクは、電話帳で見つけたテリーの住所を訪ね、伯母のショールを手渡す。そのまま別れるつもりだったが、隣の部屋に自分が描いた絵があるのを見つける。

## 主な録音・出版物など
- めぐり逢い LOVE AFFAIR 1994年 ワーナーブロス ページ[1]